# 足立正声
足立 正声（正聲、あだち まさな、1841年11月5日（天保12年9月22日）- 1907年（明治40年）4月19日）は、日本の武士（鳥取藩士）、官僚、華族。男爵。字は興卿、通称は八蔵。雅号は老狸、天瀑、克己斎、礫室、碌々山房、楽石山人、鼓腹庵、古狸窟。

## 経歴
因幡国邑美郡鳥取庖丁人町（現鳥取県鳥取市）で、鳥取藩士・足立次郎八中和の二男として生まれる。文久元年（1861年）学正堀庄次郎（熙明、敦斎）の推挙で江戸の芳野金陵に学ぶ。文久2年（1862年）冬、国事周旋方に就任。
文久3年8月17日（1863年9月29日）本圀寺事件に参加したため、京都藩邸に拘留され、伯耆国日野郡黒坂、鳥取に幽閉された。第二次長州征討が始まり、慶応2年7月（1866年）幽閉先の荒尾直就邸から同志と共に脱出し、長州藩諸隊の南園隊に加わり、備前、京都で活動して長州藩のために周旋し、大村益次郎から西洋軍学を学んだ。明治元年（1868年）赦されて帰藩し歩兵報国隊副督に就任した。
明治元年7月12日（1868年8月29日）明治政府に出仕し刑法官御雇となる。以後、刑法官書記、判事試補、刑部中判事、弾正少忠、伊那県大参事、浜田県大参事、神祇省権大録、教部少丞、兼三等法制官、内務少書記官、社寺局長などを歴任。
1878年3月6日、宮内省に転じ少書記官となる。以後、御陵墓掛、宮内権大書記官、兼内廷課長、諸陵助、兼宮内書記官、帝室会計審査局主事、東宮主事、東宮亮、兼諸陵頭、兼式部官、兼主猟官、兼内大臣秘書官、兼調査課長、兼図書頭などを歴任した。
1906年12月15日、その功により男爵を叙爵した。

## 栄典
- 1896年（明治29年）7月20日 - 正五位[9]
- 1901年（明治34年）7月20日 - 従四位[10]
- 1906年（明治39年）7月30日 - 正四位[11]

## 親族
- 養嗣子：足立豊（貴族院男爵議員、田口贇郎五男）[1]
- 長女：正（神山閏次の妻）[1]
- 三女：暢子（のぶこ、足立豊の妻）[1]